# Regina (nome)
Regina  è un nome proprio di persona italiano femminile.

## Varianti
- Femminili: Reggina[3][4], Reina[3]
  - Alterati: Reginella[3][4], Reginetta[3][4]
  - Ipocoristici: Gina[1]
- Maschili: Regino[3][4]

### Varianti in altre lingue
- Bulgaro: Райна (Rajna)[5]
  - Ipocoristici: Рая (Raja)[5]
- Ceco: Regina[1]
- Danese: Regina[1]
- Francese: Régine[1], Reine[6][7]
- Inglese: Regina[1][6][8], Regena[1]
  - Ipocoristici: Gina[1], Ina[1]
- Latino: Regina[1]
- Lituano: Regina[1]
- Norvegese: Regina[1], Regine[1]
- Polacco: Regina[1]
- Portoghese: Regina[1]
- Slovacco: Regína
- Spagnolo: Regina[1], Reina[9], Reyna[9]
- Svedese: Regina[1]
- Tedesco: Regina[1], Regine[1]
  - Ipocoristici: Ina[1]
- Ungherese: Regina[1]

## Origine e diffusione

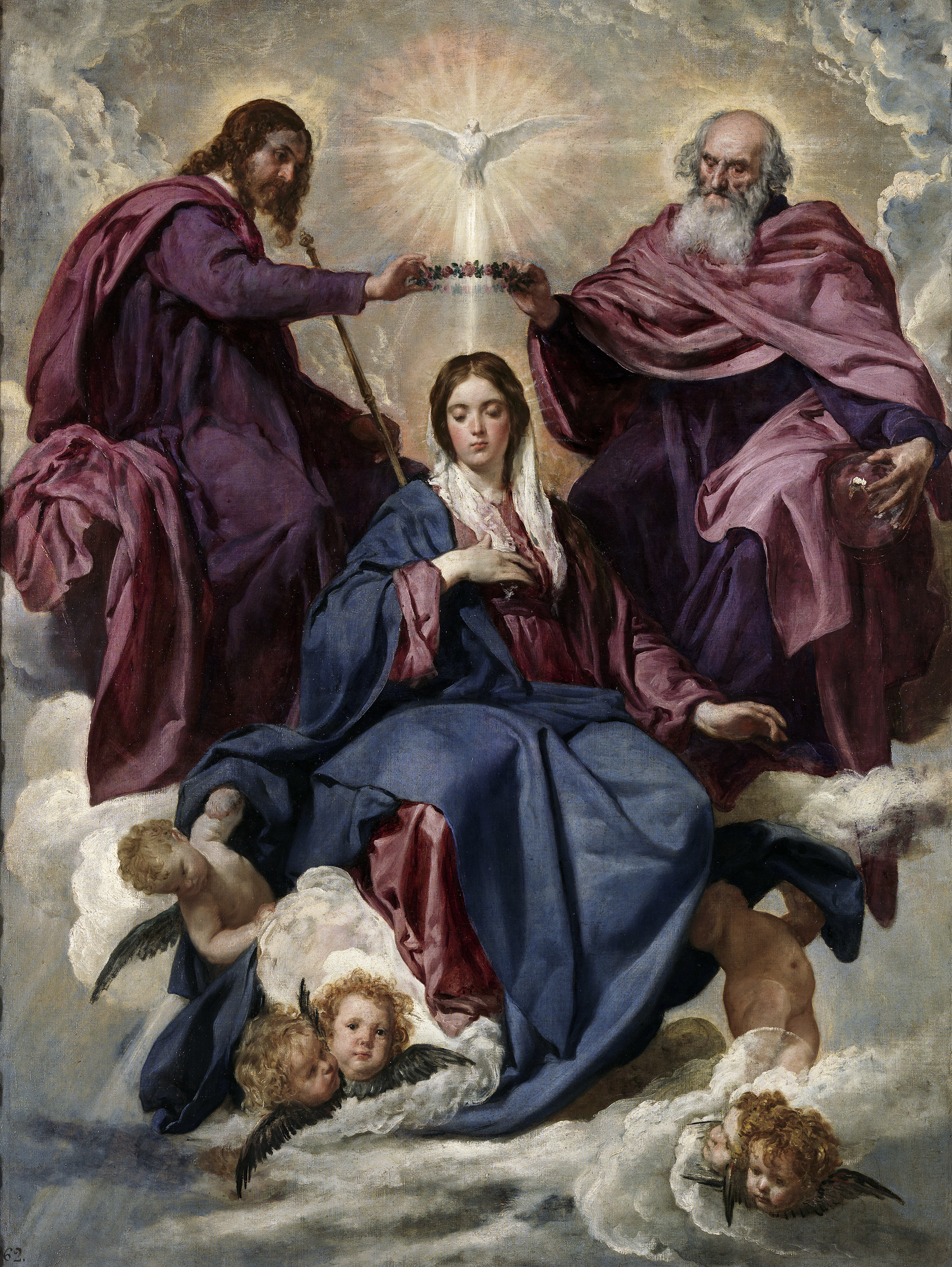
L'incoronazione della Vergine, di Diego Velázquez

Riprende il termine tardo latino regina (femminile di rex, regis, "re", da rego, regĕre, "governare"), che vuol dire per l'appunto "regina" (un significato analogo a quello dei nomi Malika, Rhiannon e Basilissa).
L'uso di questo termine come nome proprio diffuse inizialmente tra i primi cristiani, come riflesso del culto verso "Maria Regina [del Cielo]", uno degli appellativi della Madonna. Successivamente, con l'intensificasi dei contatti fra l'impero romano e i popoli germanici e il conseguente pesante influsso dell'onomastica germanica su quella romanza, il nome si è mischiato con un altro molto simile, Regina o Ragina, tratto dalla radice germanica ragin ("consiglio", "assemblea [degli dèi]"), da cui derivano numerosi altri nomi quali Rinaldo, Reinilde, Raniero e Rembrandt. Nel suo uso moderno, in parte il nome può anche avere matrice affettiva, per augurare alla figlia neonata di essere "bella, ricca e fortunata come una regina".
In Italia è attestato su tutto il territorio, con prevalenza in Lombardia, specie per le forme "Reginella" e "Reginetta". L'uso del nome è documentato in Francia ed Inghilterra durante il Medioevo, sempre per ragioni devozionali, ma sopravvisse solo sul continente; nei paesi anglofoni venne riportato in voga nel XIX secolo. Va notato che alcune delle varianti in altre lingue sono omografe con altri nomi: ad esempio lo spagnolo Reina coincide con רֵײנָא (Reina), un nome yiddish basato su רֵײן (rein), "pulita", "pura", usato a volte come forma di Caterina. Il bulgaro Райна (Rayna, Raina), oltre a poter anche essere una forma femminile di Rayno, è anche omografa con רֵײנָא (Rayna), una variante di trascrizione del già citato nome yiddish.

## Onomastico
L'onomastico si può festeggiare in diverse date, fra le quali:
- 18 gennaio, beata Regina Protmann, fondatrice delle Suore di Santa Caterina Vergine e Martire[11]
- 22 febbraio, santa Regina, martire a Nicomedia[2]
- 2 aprile, santa Regina, martire in Africa probabilmente nel IV secolo[2]
- 1º luglio, santa Regina, vedova di Adalberto II d'Ostrevent e madre di santa Renfrida, fondatrice del monastero di Denain[2][11]
- 22 agosto, Beata Vergine Maria Regina[11]
- 7 settembre, santa Regina di Alise, vergine e martire presso Autun[2][11]

## Persone
- Regina, cantante brasiliana

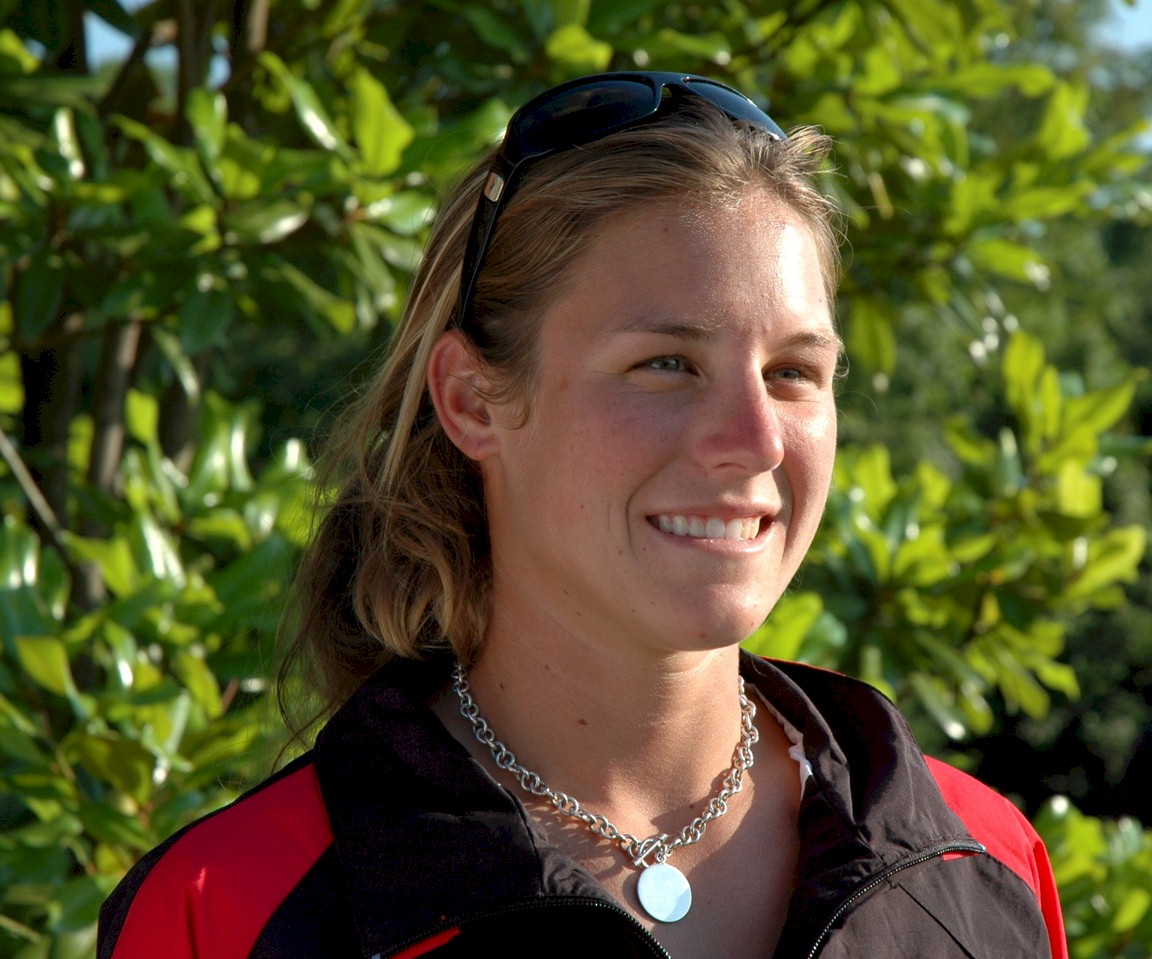
Regina Jaquess

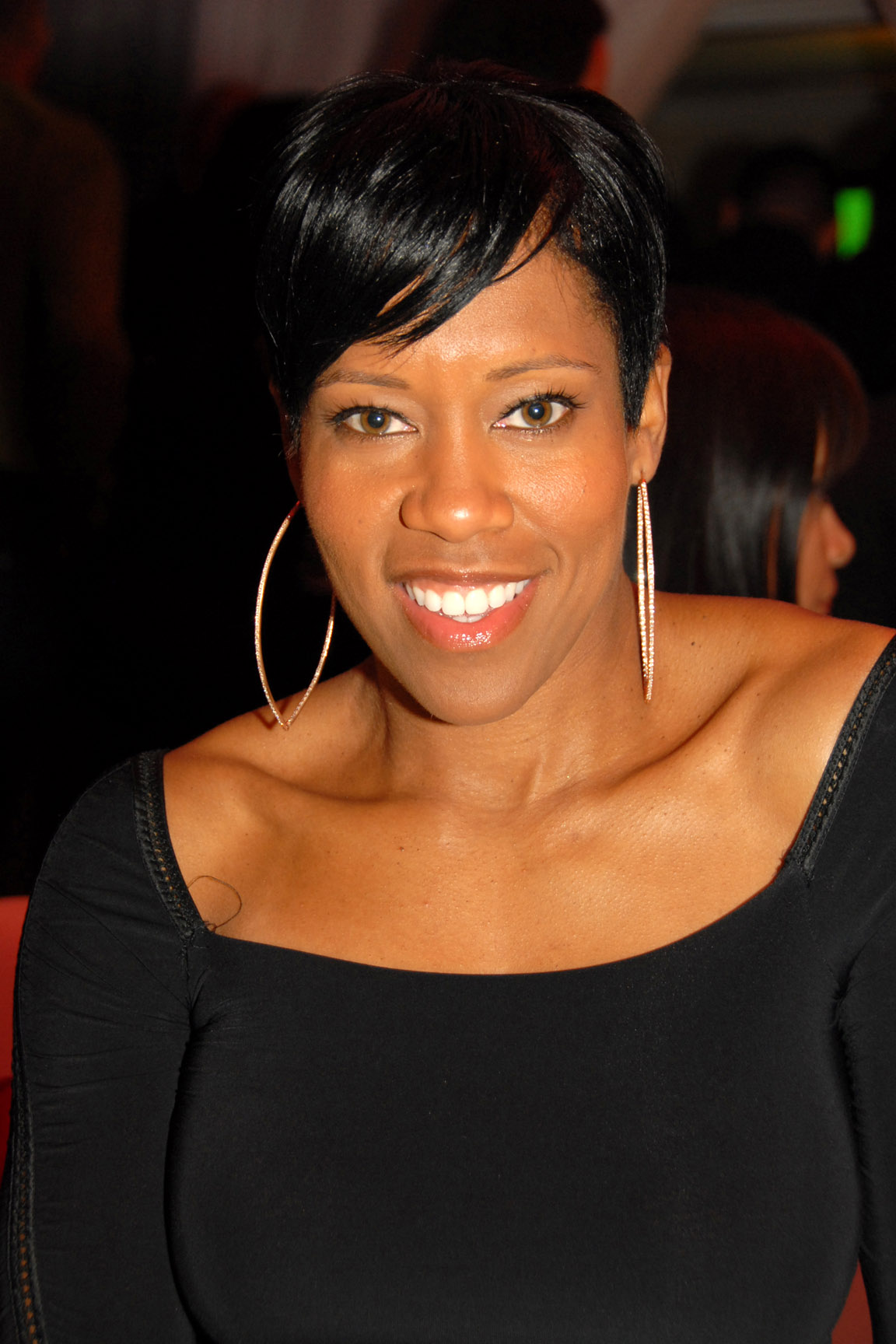
Regina King

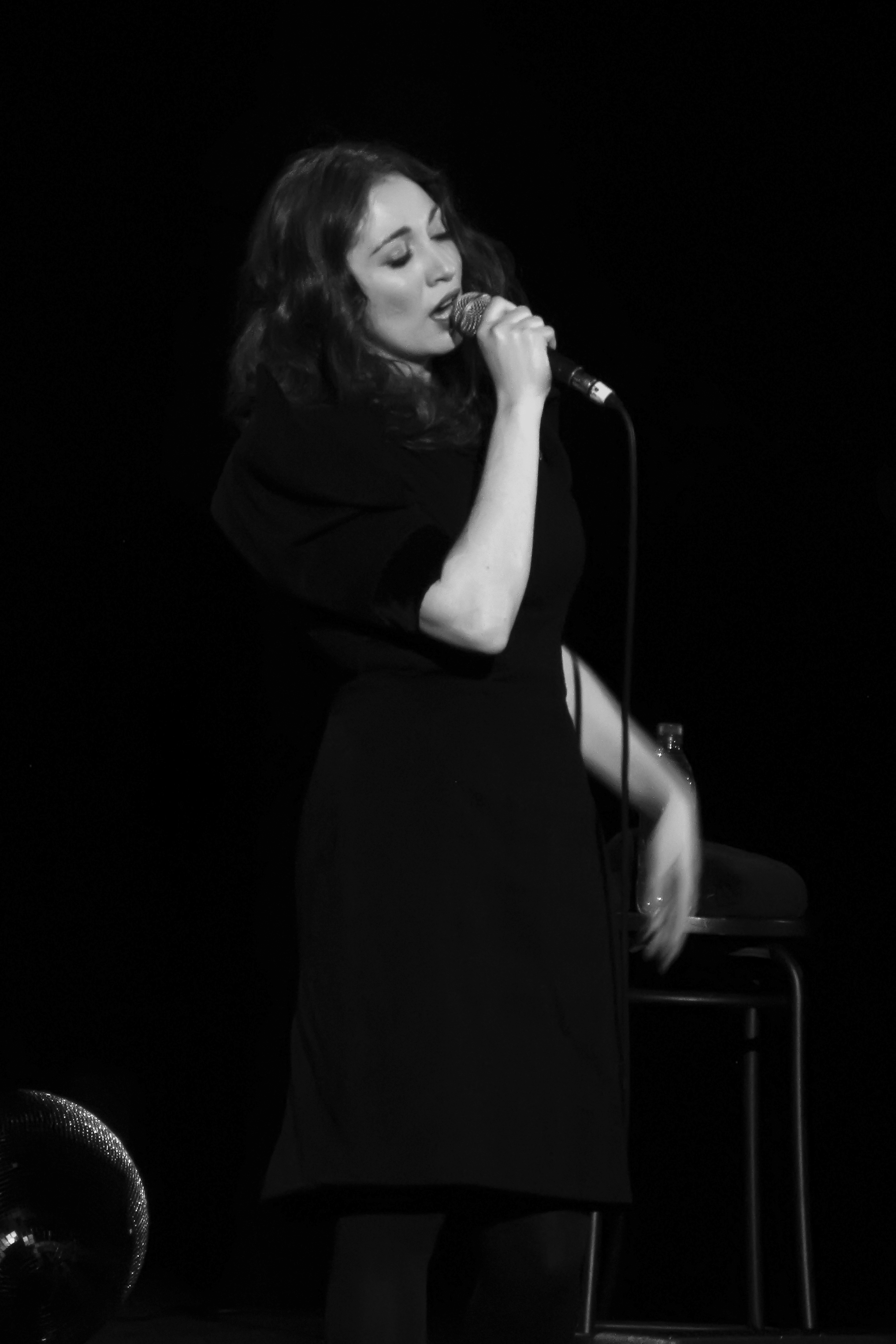
Regina Spektor

- Regina Bianchi, attrice teatrale e cinematografica italiana
- Regina Doria, ballerina e coreografa italiana
- Regina Duarte, attrice brasiliana
- Regina Hall, attrice statunitense
- Regina Häusl, sciatrice alpina tedesca
- Regina Jaquess, sciatrice nautica statunitense
- Regina King, attrice statunitense
- Regina Mader, sciatrice alpina austriaca
- Regina Maršíková, tennista ceca
- Regina Moroz, pallavolista russa
- Regina Orioli, attrice italiana
- Regina Palušná, cestista slovacca
- Regina Protmann, religiosa tedesca
- Regina Sackl, sciatrice alpina austriaca
- Regina Schleicher, ciclista su strada tedesca
- Regina Spektor, cantautrice e pianista russa
- Regina Strinasacchi, violinista italiana naturalizzata tedesca
- Regina Taylor, attrice, regista teatrale e drammaturga statunitense
- Regina Terruzzi, insegnante e scrittrice italiana
- Regina Thoss, cantante e conduttrice radiofonica tedesca
- Regina Ullmann, poetessa e scrittrice svizzera

### Variante Régine
- Régine Cavagnoud, sciatrice alpina francese
- Régine Pernoud, storica francese
- Régine Veronnet, schermitrice francese

### Altre varianti
- Raina Hein, modella statunitense
- Raina Kabaivanska, soprano bulgaro naturalizzato italiano
- Regine Mösenlechner, sciatrice alpina tedesca
- Regine Olsen, donna danese che fu fidanzata con Søren Kierkegaard
- Reina Reech, attrice, ballerina e cantante austriaca naturalizzata argentina
- Reina Tanaka, cantante giapponese
- Rayna Von Tash, wrestler statunitense

## Il nome nelle arti
- Regina George è l’antagonista del film cult Mean Girls
- Regina è un personaggio della serie televisiva Lost.
- Regina Tiedemann è un personaggio della serie televisiva Dark.
- Regina è un personaggio della serie di videogiochi Dino Crisis.
- Reginella è un personaggio del mondo dei paperi Disney.

## Toponimi
- Regina è una città del Canada, capoluogo del Saskatchewan, così chiamata in onore della regina Vittoria[1][8].
- 285 Regina è un asteroide della fascia principale.